# William Rufus Shafter
William Rufus Shafter (Galesburg, 16 ottobre 1835 – Bakersfield, 12 novembre 1906) è stato un generale statunitense.
Giovane combattente nordista durante la guerra di secessione americana, ebbe nel 1898 il comando delle operazioni rivolte alla presa di Santiago di Cuba, la quale capitolò sotto la pinta di Shafter e del suo miglior ammiraglio, William T. Sampson.